# Harpactirella lightfooti
Harpactirella lightfooti is een giftige spin uit de familie vogelspinnen (Theraphosidae).
Het is een van de zogenaamde baviaanspinnen uit de onderfamilie Harpactirinae. Harpactirella lightfooti is endemisch in Zuid-Afrika.